# محمد عبدالخالد
محمد عبدالخالد (انگلیسی: Mohamed Abdel Khaled؛ زادهٔ ۲۲ نوامبر ۱۹۵۱) بازیکن هندبال اهل تونس بود.